# Polskie Wydawnictwo Ekonomiczne
Polskie Wydawnictwo Ekonomiczne (PWE) – polskie wydawnictwo specjalizuje się w wydawaniu książek i podręczników akademickich o tematyce ekonomicznej.

## Opis
Powstało w 1949 r. pod nazwą Polskie Wydawnictwa Gospodarcze (Polgos). W 1961 r. zmieniło nazwę na Państwowe Wydawnictwo Ekonomiczne. W 1995 zostało sprywatyzowane i zmieniło nazwę na Polskie Wydawnictwo Ekonomiczne S.A, zachowano skrót PWE i logo, rozpoznawalne na rynku wydawniczym i kojarzące się z publikacjami ekonomicznymi dla specjalistów.
W swojej ofercie posiada ogólnopolskie podręczniki akademickie autorów polskich i zagranicznych (m.in. „Mikroekonomię” i „Makroekonomię” Davida Begga, „Ekonomię menedżerską” Williama F. Samuelsona, „Planowanie strategiczne” Marii Romanowskiej, a także specjalistyczne publikacje z ekonomii, zarządzania, finansów, rachunkowości, bankowości, marketingu, logistyki, statystyki, geografii oraz turystyki. Jest polskim wydawcą światowych autorytetów z dziedziny marketingu i zarządzania m.in. Jacka Trouta, Philipa Kotlera czy Ala Riesa.
Wydaje także cztery specjalistyczne czasopisma naukowe:
- Gospodarka Materiałowa i Logistyka
- Marketing i Rynek
- Praca i Zabezpieczenie Społeczne
- Przegląd Ustawodawstwa Gospodarczego

Wszystkie czasopisma znajdują się w wykazie czasopism punktowanych Ministerstwa Nauki i Szkolnictwa Wyższego.